# 羅馬劇場

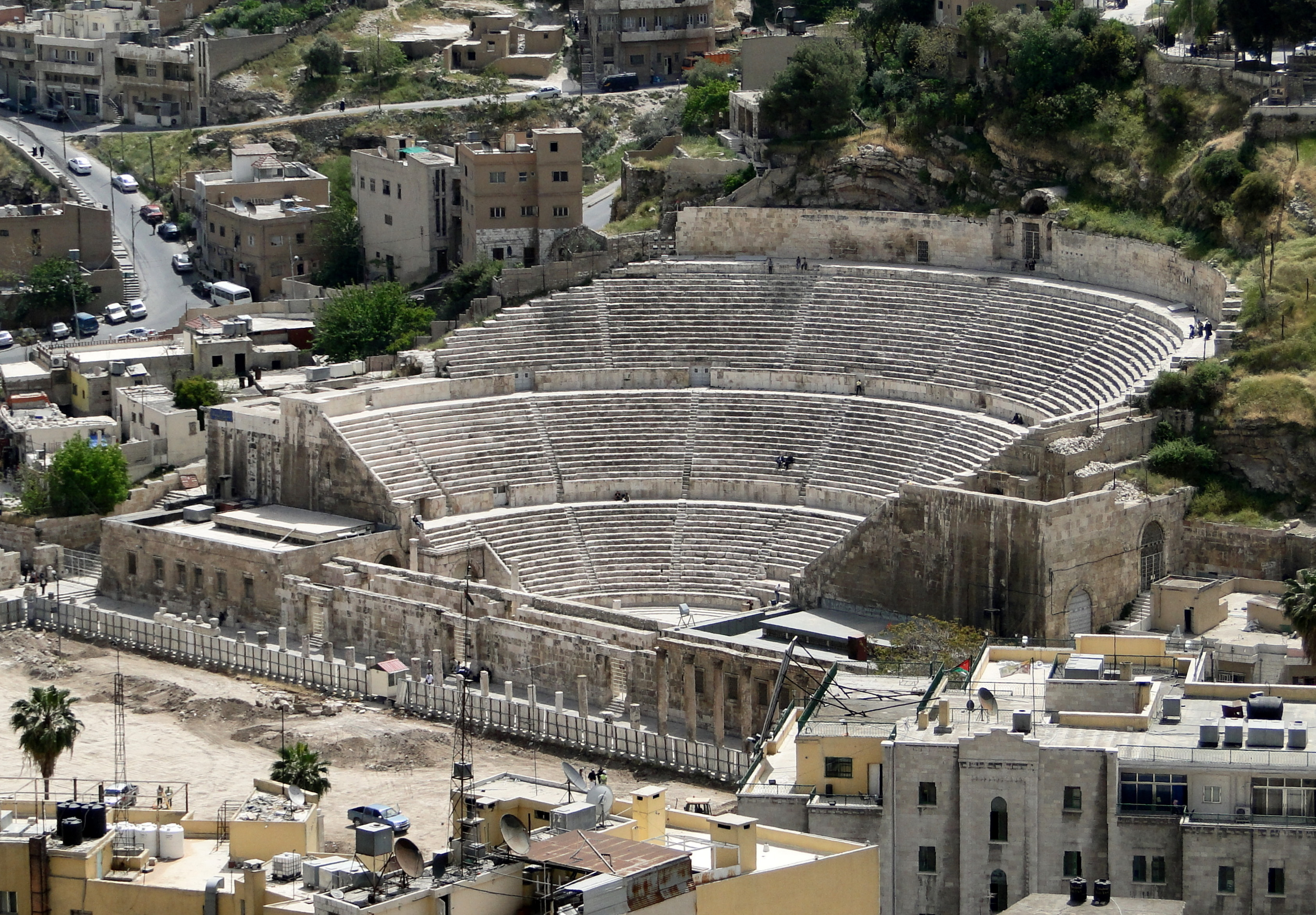
安曼羅馬劇院，約旦

羅馬劇場（Roman theatre）是指古羅馬時期修建的半圓形劇場。羅馬劇場受到了古希臘劇場的很大影響，但也有自己的特徵。羅馬劇場分佈在從西班牙至中東的廣大地區，且世界很多地方都有建設帶有羅馬劇場特徵的劇場。現在法國的阿爾勒、奧朗日；義大利羅馬；西班牙托萊多等地都有保存完好的羅馬劇場。

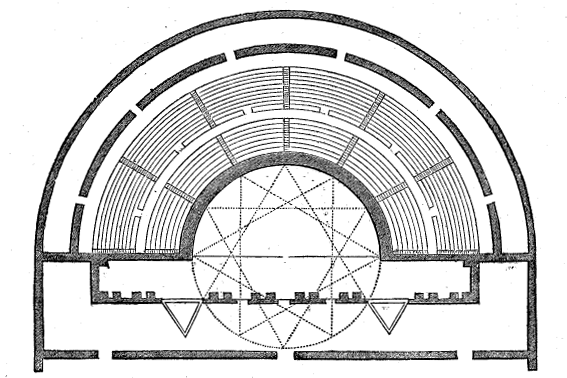
羅馬劇場的標準平面圖

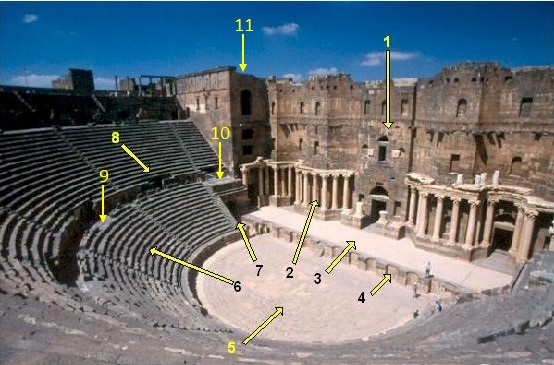
敘利亞，布斯拉羅馬劇院的內部視圖：(1)布景樓（Scaenae frons）(2)舞台後柱廊(3)講壇（Pulpitum）(4)舞台前部（Proscenium stage）(5)前排座位（Orchestra）(6)梯形座位（Cavea）(7)最大入口（Aditus maximus）(8)出入通道（Vomitoria）

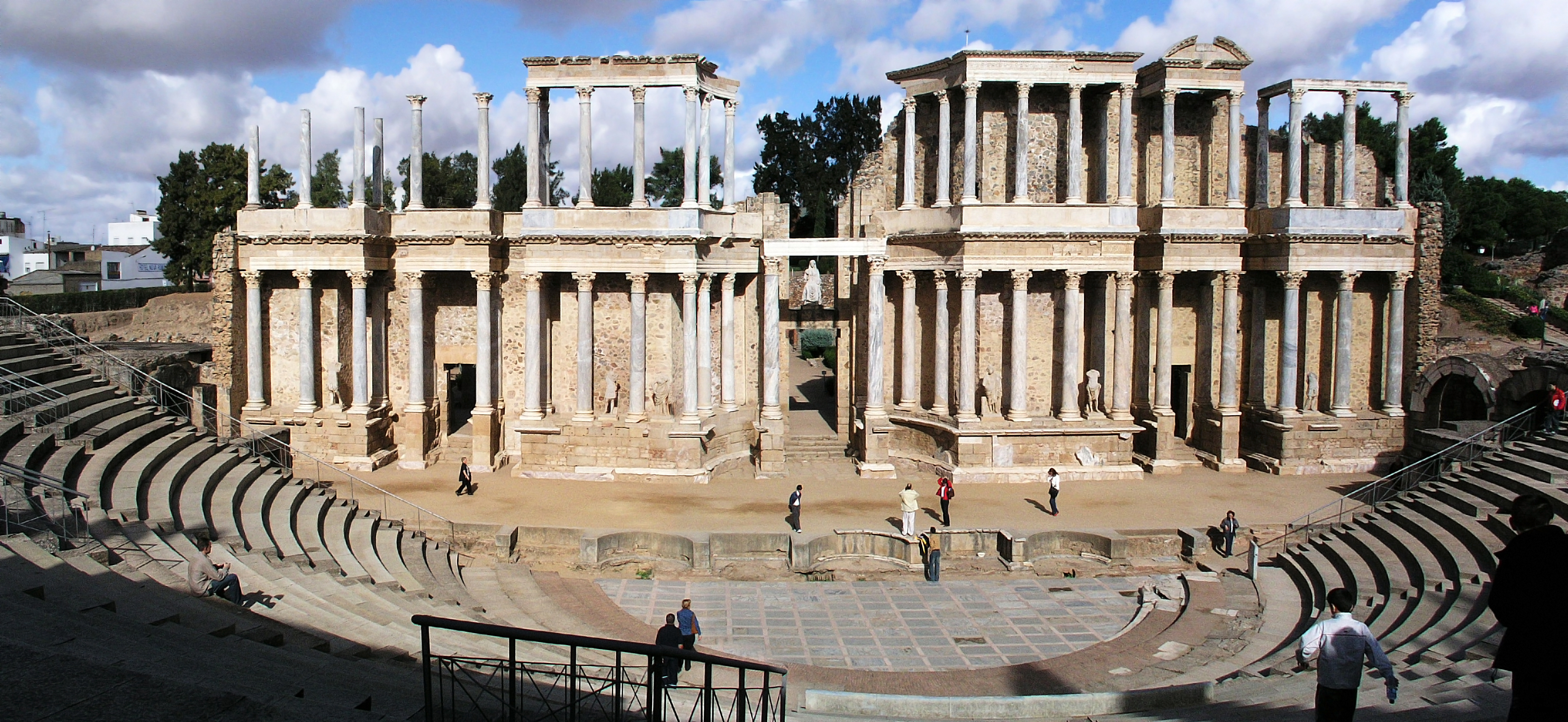
梅里達羅馬劇場
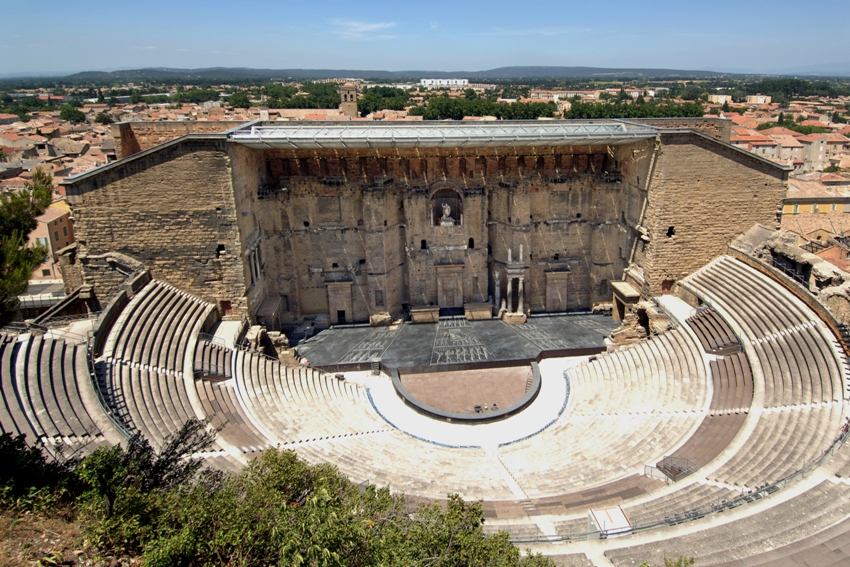
奧朗日古羅馬劇場，法國
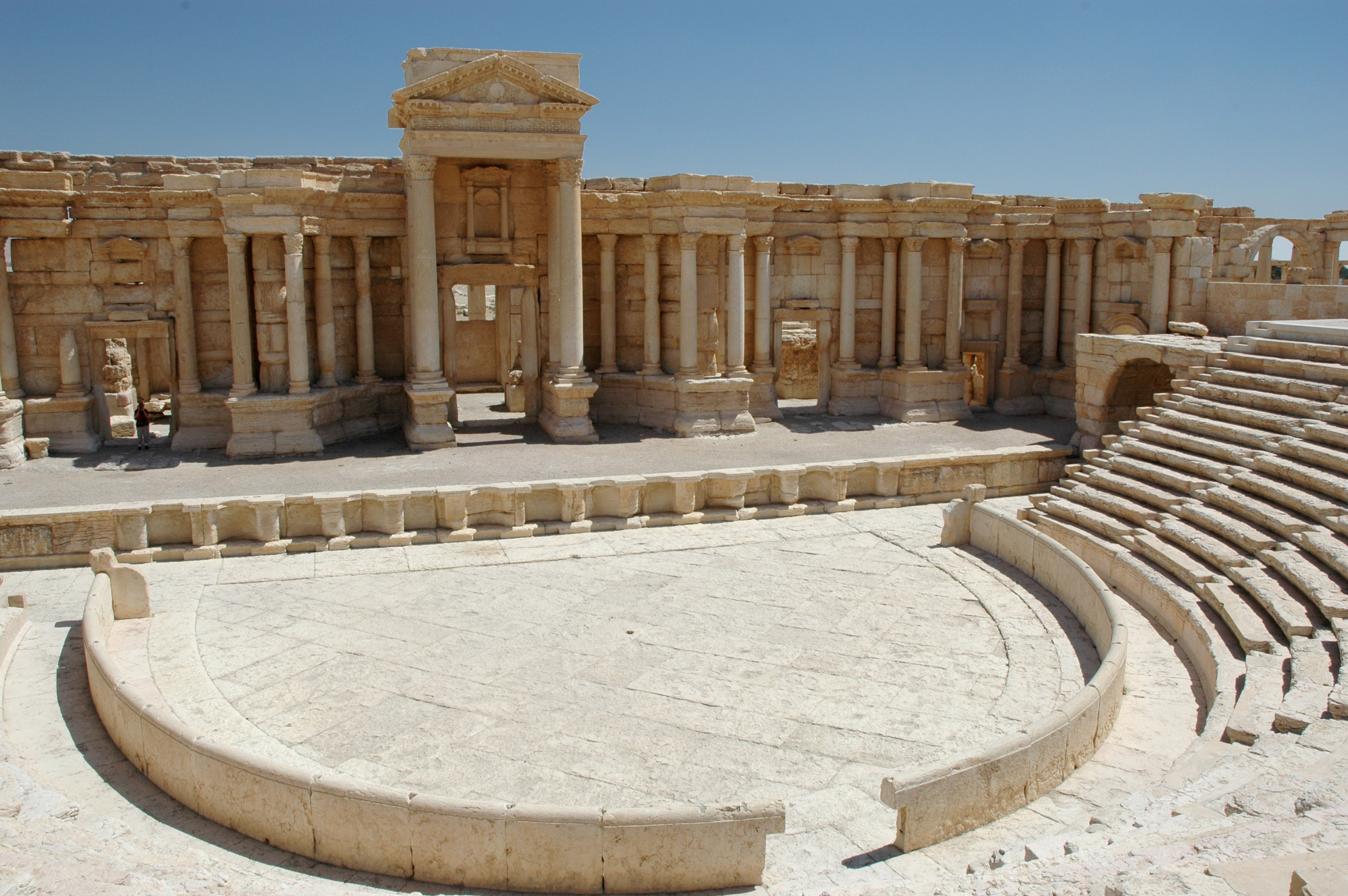
帕邁拉羅馬劇場
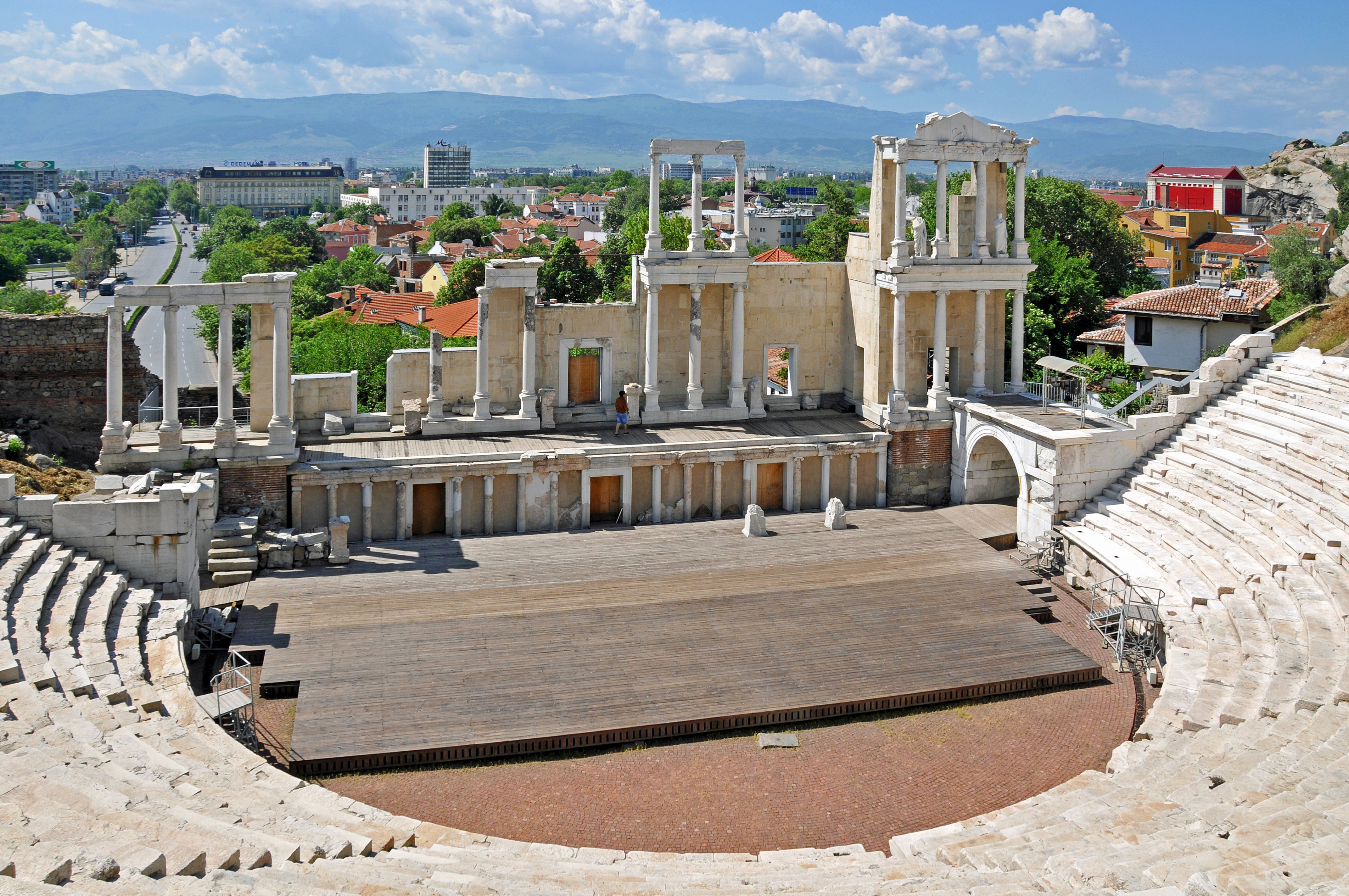
普羅夫迪夫羅馬劇場，保加利亞